# Dennis DeYoung
Dennis DeYoung, född 18 februari 1947 i Chicago, är en amerikansk låtskrivare, musiker och musikproducent, före detta medlem i rockbandet Styx i egenskap av dess leadsångare, keyboardist och huvudsaklige låtskrivare. DeYoung skrev och sjöng lead på de flesta av bandets allra största hits, som "Come sail away" (1977), "Babe" (1979), "The Best of Times" (1981), "Mr. Roboto" (1983) och "Show Me The Way" (1990). 
DeYoung var medlem i bandet från dess start 1961 till 1999 då han fick lämna bandet. Han ersattes av Lawrence Gowan.
Hans största hit som soloartist är låten "Desert Moon" (1984) hämtat från albumet med samma namn. DeYoung har även skrivit musikaler och medverkat i ett antal filmer.[källa behövs] På senare år har han turnerat  med eget band, främst i USA.

## Diskografi

### Soloalbum
- Desert Moon (1984)
- Back to the World (1986)
- Boomchild (1989)
- 10 on Broadway (1994)
- The Hunchback of Notre Dame (1998)
- One Hundred Years from Now (2007/2009)

### Studioalbum med Styx
- Styx (1972)
- Styx II (1973)
- The Serpent Is Rising (1973)
- Man of Miracles (1974)
- Equinox (1975)
- Crystal Ball (1976)
- The Grand Illusion (1977)
- Pieces of Eight (1978)
- Cornerstone (1979)
- Paradise Theatre (1981)
- Kilroy Was Here (1983)
- Edge of the Century (1990)
- Brave New World (1999)

### Livealbum med Styx
- Caught in the Act (1984)
- Return to Paradise (1997)

### Samlingsalbum med Styx
- Best of Styx (1980)
- Styx Classics Volume 15 (1987)
- Styx Greatest Hits (1995)
- Styx Greatest Hits Part 2 (1996)
- Come Sail Away - The Styx Anthology (2004)
- The Complete Wooden Nickel Recordings (2005)